# 古橋家 (三河)
古橋家（ふるはしけ）は、三河国北設楽郡稲橋村（現在の豊田市稲武町）で、江戸中期より代々酒造業を行い、名主を務めた家柄である。

## 歴史

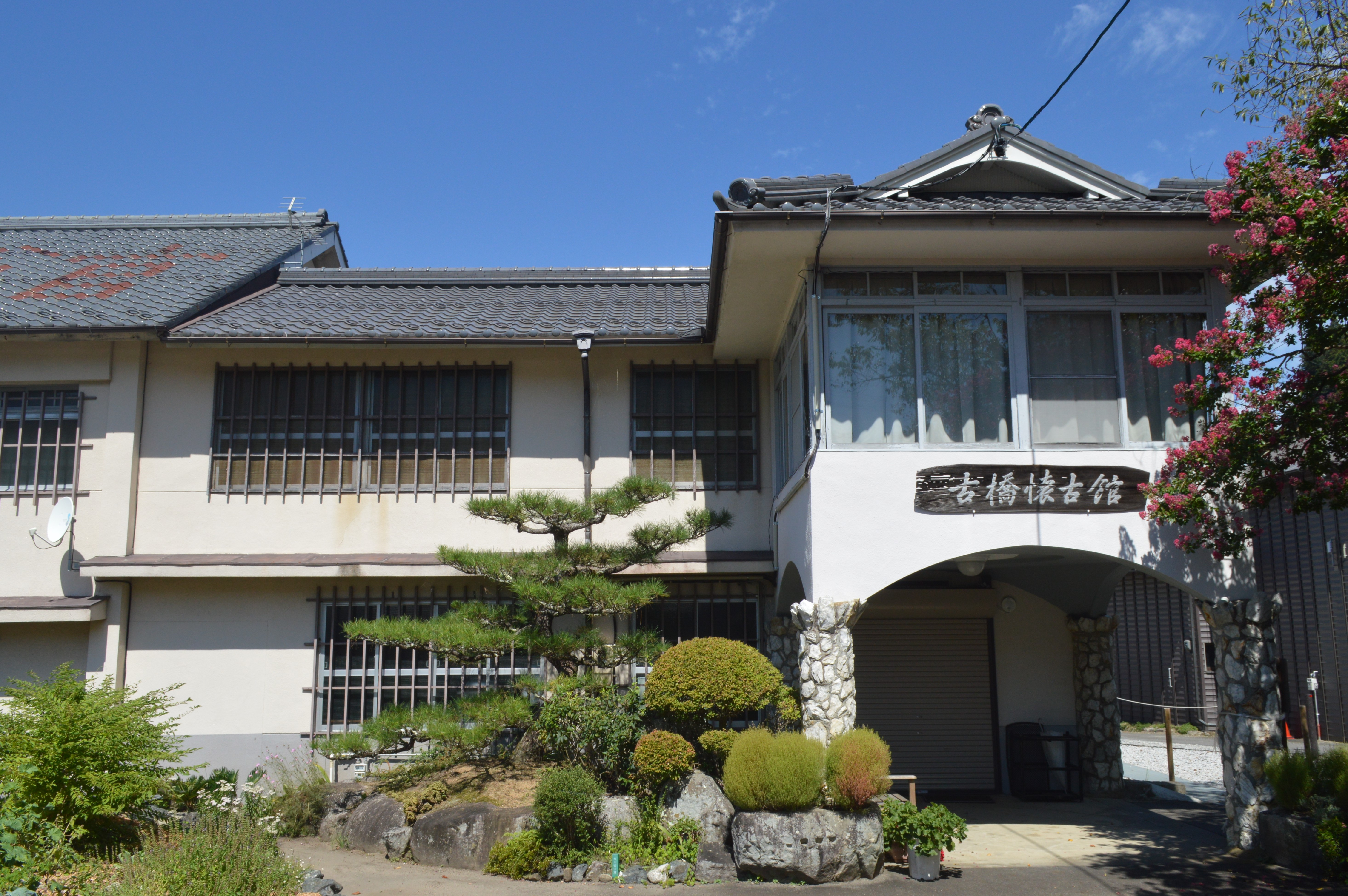
古橋懐古館

初代古橋義次は、父源治郎と共に中津川用水に力を尽力し、また美濃国恵那郡茄子川村の廃村復興にも努めた。その後秋葉神社参詣の途中、わらじをぬいたのが機縁となって、三河国北設楽郡稲橋村の友人松浦喜兵衛・菅井儀右衛門と三人の共同事業として清酒醸造の業を創め、3年後の享保2年（1717年）に稲橋村に本拠を移し、質業も併せて営み、三河古橋家を興すに至った。
義次は三河古橋家の初代の祖となり、ここで源六郎を名のり、この源六郎が通称で代々家督を相続する際に襲名した。
中でも、古橋暉皃は古橋家六代中興の祖と呼ばれ、19歳で家督を続いで家政を再建した。名主をつぎ、天保の大飢饉には借金借米をして飢民を救済した。文久3年（1863年）、国学の平田篤胤門に入門、訪れる勤皇の志士らを援助し、その一人佐藤清臣（1833年 - 1910年）は、のちに暉皃が明治5年（1872年）に設立した郷学明月清風校の校長になっていた。維新後、三河県庁、伊那県庁に出仕したが、明治5年に退職して帰村、以後村の殖産興業に尽力し、林業をはじめ茶・養蚕・煙草などの事業に取り組み、明治11年（1878年）には近隣の農民有志と農談会を結成し、明治16年（1883年）には官有林の払い下げを受けて植樹を呼びかけ、二宮尊徳（1787年 - 1856年）の起こした報徳仕法を導入して稲橋村の経済の基礎を確立した。
七代古橋義真は父暉皃の教えを畏み、その生涯を勧業・教育に尽くした。北設楽郡長となり、その後東加茂郡長に転任、また北設楽郡長を兼任したが、明治20年（1887年）に両郡長を辞めて後に専ら公共の事に志し、その間稲橋村武節村組合村の村長の職にあったが、自治の成果も大いに上がった。
六代暉皃、七代義真、八代道紀の三代が、一貫した志操をもって収集した書画、その中心となした義真の五十年祭に際し、昭和33年（1958年）に古橋懐古館を建設展示し、昭和46年（1969年）に一般公開して開館した。

## 古橋家（三河）歴代当主
1. 初代：古橋義次（正保4年 - 元文3年）
2. 二代：古橋経仲（元禄11年 - 明和3年）
3. 三代：古橋義伯（享保17年 - 安永6年）
4. 四代：古橋義陳（宝暦5年 - 文政10年）
5. 五代：古橋義教（安永8年 - 嘉永元年）
6. 六代：古橋暉皃（文化10年 - 明治25年）
7. 七代：古橋義真（嘉永3年 - 明治42年）
8. 八代：古橋道紀（明治14年 - 昭和20年）
9. 九代：古橋源六郎（昭和7年 - ）